# Forsränning

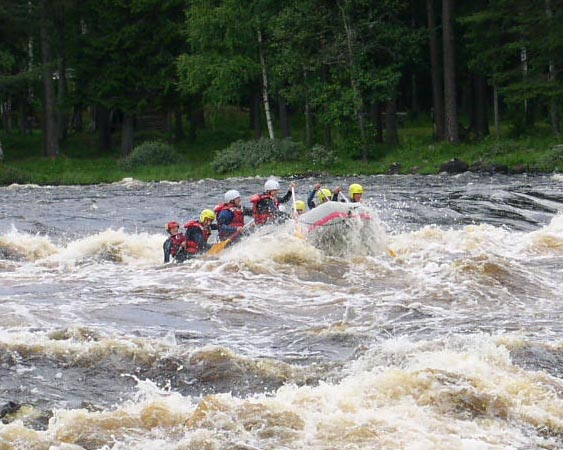
Forsränning i Fänforsen i Västerdalälven, nära Björbo.

Forsränning innebär att med båt, flotte eller bräda åka nedför en fors eller annat strömt vatten. För att parera hinder och hålla önskad kurs krävs aktiv rodd eller paddling.

## Historik
I samband med timmerflottning kunde mindre forsar rännas vid nedströms förflyttning. Man hade bland annat av detta skäl särskilda roddbåtar för flottningen. Dessa var spetsiga i båda ändar, och hade dubbla årtullar där årorna snabbt kunde läggas i och tas ur. Vid forsränning under flottning så hade man alltid tre man i båten, två roddare och en stävare. Stävaren, som satt längst bak i båten var oftast den som kunde forsen bäst, hade till uppgift att peka ut riktningen förbi både synliga och dolda stenar i forsen. Detta var livsviktigt eftersom roddarna satt med ryggen mot färdriktningen. Han skulle också hjälpa till med snabbt årbyte när någon av årorna bröts av, vilket inte alls var ovanligt. 
Numera utförs forsränning som friluftsaktivitet för nöjes skull, mestadels i gummiflottar nerför outbyggda forsar i bland annat Västerdalälven och Piteälven. Denna form av upplevelseturism organiseras i Sverige vanligen av företag med erfarna ledare.

## Forssurfing
Från och med 2009 har en ny form av forsränning börjat utövas i Piteälven, "forssurfing". Den utövas med en surfingbräda, omkring en meter lång, en halv meter bred och en knapp dm tjock, försedd med fyra handtag. Den är gjord av kraftig cellplast med en kraftigare slät plastyta limmad på undersidan av brädan. Vid surfingen går man ut i älven ovanför den fors man vill surfa i och lägger sig på magen på brädan och följer med strömmen flytandes baklänges in i forsen. Där försöker man sedan finna en strömgrop i vilken brädan sedan balanseras motströms och blir kvar på samma ställe, till skillnad mot forsränning med flotte då man åker medströms och följer med i forsen. I en sådan strömgrop kan en skicklig surfare stanna 20-30 minuter och känna farten av forsen som strömmar mot denne. Hjälm, flytväst, våtdräkt samt knäskydd är nödvändig utrustning. 
Man skiljer på forsränning som företas med gummibåt eller bräda och forspaddling som utförs med kanot (kajak eller kanadensare).